# Kengtung (distrito)
Kengtung Distrito (birmanês:  ကျိုင်းတုံခရိုင်; também Kengtong) é um distrito localizado no estado de Shan, em Myanmar. É composto por três cidades e por 1 449 vilas.